# Achatinella leucorraphe
Achatinella leucorraphe е вид коремоного от семейство Achatinellidae. Видът е критично застрашен от изчезване.

## Разпространение
Разпространен е в САЩ (Хавайски острови).